# Gordon Kennedy
Gordon Kennedy (født 8. marts 1968 i Dunfermline, Skotland) er en skotsk-dansk skuespiller og komiker. Han er særligt kendt for sit samarbejde med Timm Vladimir med hvem han havde duoen Timm og Gordon, der opnåede stor popularitet i slutning af 1990'erne. Han har medvirket i teaterforestillinger, film og tv-serier og har desuden skrevet adskillige sange der har konkurreret om at komme med i Dansk Melodi Grand Prix, dog uden at opnå deltagelse.
I 2007 modtog han Årets Dirch.

## Karriere
Gordon Kennedy blev uddannet fra Aarhus Teater i 1992. Han fik sit store gennembrud i Danmarks Radios ungdomsprogram Transit sammen med skuespillerkollegaen Timm Vladimir. Sammen med Vladimir opnåede han succes som duoen Timm og Gordon med bl.a. tv-sketch-programmerne Vladimir & Kennedy og Tab og Vind med Gordon & Timm. De indspillede også filmen Stjerner uden hjerner i 1997, der er blandt de dårligst ratede film nogensinde på internetdatabasen IMDb.
Han har siden været knyttet til flere forskellige teatre, primært indenfor revy-genren. Han har bl.a. medvirket i tv-serierne Bryggeren, Karrusel, Skjulte spor og Langt fra Las Vegas.
Han har gentagne gange forsøgt at komme med til Dansk Melodi Grand Prix med sange, som han har skrevet. Første gang var i 1984 med sangen "Tør du la' vær'", hvor han gik i 10. klasse. Han fik to piger, der sang kor, til at synge sangen. Sangen blev senere brugt i programmet Transit, som en parodi på en Grand Prix-sang, og i 1995 nåede sangen fire uger som #1 på Tracklisten i 1995.
I 1993 forsøgte han igen med sangen "Sjip Sjap" og fik afslag. Han skrev også en sang til Grand Prix'et i 1995, men opgav at sende den ind, da da han mente, at den var for dårlig. I 1999 forsøgte han med en boyband-præget sang kaldet "Jeg kan ikke vente". Året efter skrev han sangen "Når jeg tænker på dig" og i 2005 skrev han sangen "Hvis du ku". Senest fik han afslag i 2008.
Han har udtalt, at det nærmest at blevet en mani for ham, at få en sang med til Melodi Grand prix, men at han ikke selv vil synge den, fordi han ikke er dygtig nok. Han har været vært for MGP i 2002 og 2003 samt for Danish Grammy i 1998 og 2003.
I 2007 modtog an prisen Årets Dirch, også kaldet årets Revykunstner, ved Revyernes Revy.
I 2010 medvirkede han i TV3-programmet Til middag hos..., der blev sendt d. 5.-8. april. Han deltog i programmet sammen med Per Pallesen, Dennis Knudsen og Camilla Miehe-Renard. Samme år lavede han et onemanshow kaldet Hulemanden, der bl.a. blev opført på Folketeatret i København og Kulturhuset Pavillonen i Grenaa.
I efteråret 2013 medvirkede han i en video med Chili Klaus, hvor han smagte en Infinity chili, der har en styrke på omkring 1.067.286 scoville, på trods af, at han ikke bryder sig om chili og stærk mad. På nogenlunde samme tidspunkt lavede Kennedy en parodi på Klaus' videoer, hvor han sammen med Klaus smagte på sukker på Hotel Royal i Aarhus. Udover at chili var byttet ud med sukker, foregik smagningen på samme måde som Klaus' chilismagninger.
I 2014 begyndte han på han på Den Danske Filmskole på manuskriptlinjen.
I 2014 instruerede Kennedy Græsted Revyen for første gang. Revyen modtog prisen for "Årets Revy" ved Charlies Revygalla dette år. Kennedy instruerede revyen igen i 2017, hvor den atter vandt prisen som "Årets Revy".

## Privatliv
Kennedy blev gift med Henriette Stender i 2002. Sammen har de en datter fra 2000 og en søn fra 2003. I 2017 annoncerede parret, at de skulle skilles.
I sommeren 2017 dannede han par med Susannah Hunt. Efter skilsmissen købte han i 2018 et hus i Valby, som han betalte 5,2 mio. kr. for.

## Filmografi
| - De nøgne træer – 1991 - Riget I – 1994 - Cirkus Ildebrand – 1995 - Pusher – 1996 - Stjerner uden hjerner – 1997 - Olsen-bandens sidste stik – 1998 - Dybt vand – 1999 - Rembrandt – 2003 - Storm – 2009 - Far til fire - på japansk – 2010 - Alle for én – 2011 - Alle for to - 2013 - Copenhagen - 2014 | - Riget - 1994 - Bryggeren - 1996 - Vladimir & Kennedy - 1997 - Tab og Vind med Gordon & Timm - 1998 - Langt fra Las Vegas - 2001 - Nu' det jul - 2002 - Er du skidt, skat? - 2003 - Der var engang... - 2005 (stemmerolle) - Til middag hos... - 2010 - Den Blinde Vinkel - 2011 - Store Stygge Ulf Show - 2011 - Hjælp, det er jul - 2011 - Live fra Bremen - 2011-2012 - Jack Ryan: sæson 3 - 2022 - Generationer (2025) |